# Fedor Bartko
Fedor Bartko (Kšinná, 3 ottobre 1944) è un regista slovacco.

## Biografia
È figlio di Ondrej Bartko, pastore protestante e sceneggiatore.
Fedor Bartko ha frequentato le scuole a Čimelice e in seguito l'Alta scuola di arti musicali di Bratislava, specializzandosi in drammaturgia e regia di film documentari e programmi televisivi.
Dal 1963 al 1968 ha lavorato come cameraman all'Azienda cinematografica statale cecoslovacca, negli studi per i cortometraggi di Bratislava, dal 1969 al 1989 in diversi istituti culturali di Bratislava, dal 1989 al 1991 al Ministero della cultura slovacco. Dopo il 1989 ha preso parte alle preparazione delle prime leggi sull'emittenza radiotelevisiva e alla messa in opera del sistema radio-televisivo separato ceco e slovacco.
Negli anni 1970 e 1980 gli fu proibito di esercitare la sua professione, ma nella seconda metà degli anni 1980 ha collaborato sporadicamente con la televisione cecoslovacca, negli studi di Bratislava. In questo periodo si è occupato soprattutto di doppiaggio, negli studi di Zlín ha girato un film sui rom, a Praga ha girato un film sull'artista Rudolf Dzurko e successivamente ha girato alcuni documentari.
Negli anni 1990 è stato impegnato, perlopiù come libero professionista, come sceneggiatore, cameraman e regista. Nella sua filmografia sono presenti più di 500 titoli, fra programmi televisivi e film realizzati in larga misura negli studi della televisione slovacca di Bratislava e di Banská Bystrica.
Nel 1991 è stato nominato dal Parlamento slovacco al Consiglio della Repubblica federale cecoslovacca per l'emittenza radiotelevisiva e dall'Assemblea federale cecoslovacca è stato nominato vicepresidente dello stesso Consiglio. Dal 1992 al 1994 è stato contemporaneamente vicepresidente del Consiglio slovacco per l'emittenza radiotelevisiva.

## Documentari per la televisione
- 1991 Muži z B-17
- 1991 Juraj Janoška
- 1995 Vojtech Zamarovský
- 1996 Jozef Lettrich
- 1997 Turčianske pamätníky
- 1997 Július Lenko
- 1997 Vavro Šrobár
- 1998 V tichu minulosti
- 1999 Ivan Dérer
- 2001 Slovopieseň
- 2002 Elena Maróthy-Šoltésová
- 2002 Peter Karvaš
- 2006 Dobro ako princíp svetla a pravdy
- 2014 Matej Bel
- 2015 Ľudovít Štúr
- 2016 Juraj Turzo